# Église unitarienne de toutes les âmes de New York
Ne doit pas être confondu avec Église unitarienne de toutes les âmes de Washington.
L'église unitarienne de toutes les âmes de New York, en anglais Unitarian Church of All Souls, est un lieu de culte construit en 1932 au n°1157 de Lexington Avenue dans l'Upper East Side de Manhattan. La congrégation, fondée en 1819, est la première congrégation unitarienne universaliste de la ville. Elle est membre de l'Association universaliste unitarienne.

## Histoire
All Souls est la première congrégation unitarienne structurée à New York. Elle est fondée en 1819 lorsque Lucy Channing Russell invite quarante amis et voisins dans sa maison du Lower Manhattan, pour écouter une allocution de son frère, William Ellery Channing, pasteur de l'Église federal-street de Boston. Channing se rend alors à Baltimore pour prêcher le célèbre sermon dans lequel il présente les principes distinctifs du christianisme unitaire, dont le rejet de la Trinité en faveur du monothéisme absolu et l'impératif de interpréter la Bible par la raison. À New York, l'enthousiasme suscité par Channing aboutit à la formation de la First Congregational Unitarian Church, qui fait construire son premier bâtiment en 1820-21, sur Chambers Street entre Church Street et Chapel Street. La congrégation peine d'abord à recruter un ministre, loin du cœur unitarien de la Nouvelle-Angleterre. Le 18 décembre 1821, William Ware est installé premier pasteur de la congrégation.

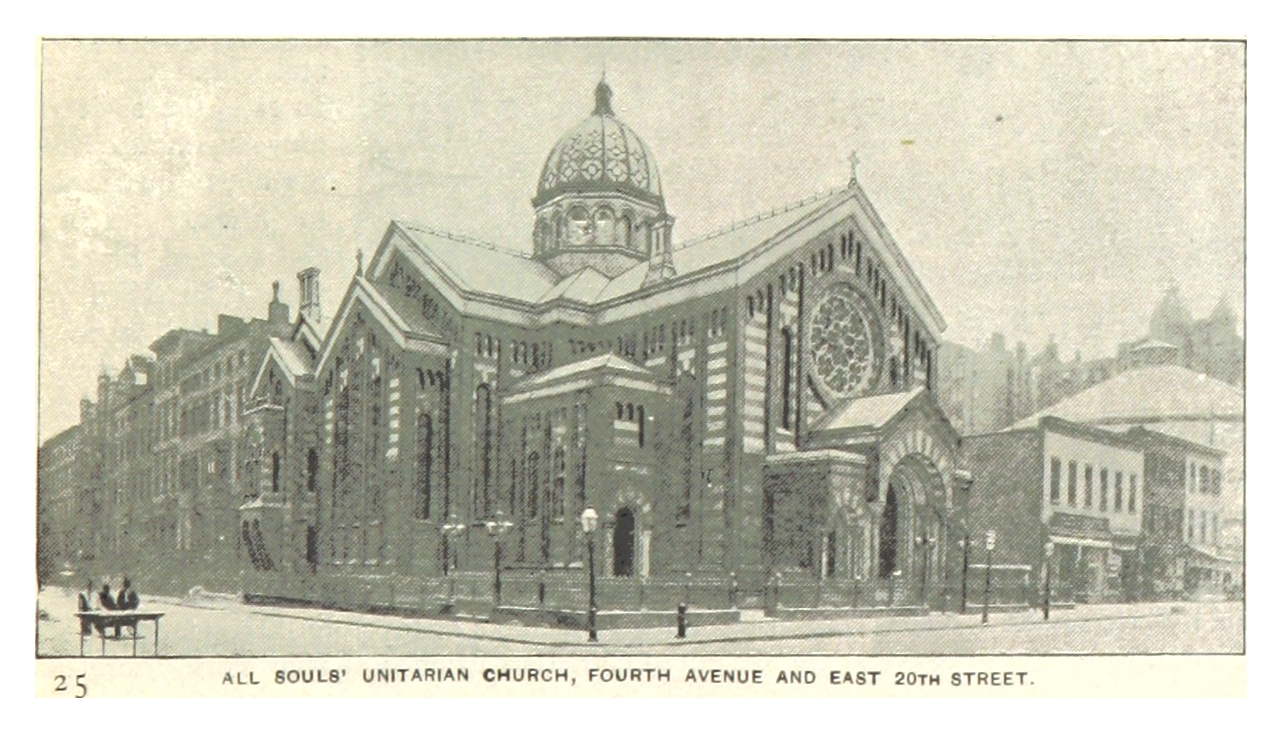
391 4th Avenue, Holy Sebrea, en français "Saint Zèbre"

En 1845, la congrégation déménage dans un nouveau bâtiment au 548 Broadway. Elle est rebaptisée Church of the Divine Unity, l'Église de l'Unité Divine, l'année suivante. En 1855, le nom actuel, All Souls, est choisi lorsque la congrégation inaugure officiellement son troisième bâtiment, au 249 Fourth Avenue - aujourd'hui Park Avenue South. La nouvelle église est conçue selon les plans de l'architecte Jacob Wrey Mold. Elle comporte des bandes de briques rouges et blanches et de pierre de Caen, ce qui lui vaut les surnoms de The Holy Zebra et The Beefsteak Church.
Avec le pasteur Henry Whitney Bellows, qui sert pendant plus de quatre décennies de 1839 à 1882, All Souls grandit est accueille les principaux réformateurs sociaux et personnalités culturelles de la ville, tels que Peter Cooper, Herman Melville et d'autres. L'une des fidèles célèbre est la romancière Catharine Sedgwick, qui fait remarquer les origines diverses des personnes attirées par la libre recherche éthique : « des étrangers de l'intérieur et de l'extérieur, des radicaux anglais et des filles d'Erin, des Allemands et des Hollandais, Gentils philosophes et juifs incroyants... Dans notre association, il y en a au moins un de chaque sorte. » En évoluant du protestantisme libéral unitarien, All Souls embrasse un pluralisme religieux de plus en plus large qui continue à ce jour.
All Souls déménage dans son bâtiment actuel de l'Upper East Side au 1157 Lexington Avenue de la 80e rue en 1932. les plans sont dressés par le petit-fils de l'architecte américain Richard Upjohn, Hobart Upjohn, dans le style néocolonial. La base en brique est d'influence régence. Forrest Church, auteur et théologien prolifique, est ensuite pasteur principal pendant près de trente ans jusqu'au début de 2007, date à laquelle, en raison d'un cancer en phase terminale, il est remplacé par Galen Guengerich.

## Fidèles notables
- William Cullen Bryant, poète, journaliste
- Peter Cooper industriel, philanthrope (fondateur de Cooper Union )
- Nathaniel Currier, lithographe, cofondateur de Currier et Ives
- Caroline Kirkland, écrivain
- Herman Melville, écrivain
- Louisa Lee Schuyler, organisatrice de la Commission sanitaire, fondatrice de la première école d'infirmières américaine, à l'hôpital Bellevue
- Catherine Sedgwick, écrivain